# 黄桥镇 (颍上县)
黄桥镇，是中华人民共和国安徽省阜阳市颍上县下辖的一个乡镇级行政单位。

## 行政区划
黄桥镇下辖以下地区：
新庙社区、黄桥村、张庄村、郭彭村、王焦村、彭集村、薛桥村、双楼村、河抱湾村、两岗村、小集村和牛庙村。